# إدنبره الشمالية وليث (دائرة انتخابية في المملكة المتحدة)
ادنبره الشمالية وليث  (بالإنجليزية: Edinburgh North and Leith) هي إحدى الدوائر الانتخابية في المملكة المتحدة الممثلة في مجلس العموم في برلمان المملكة المتحدة.
عضو البرلمان الذي يمثلها حالياً هو :Mark Lazarowicz (Lab/Co-op).